# Frederick Thomas Trouton
Frederick Thomas Trouton FRS (24 de novembre de 1863 – 21 de setembre de 1922) va ser un físic irlandès conegut per la Regla de Trouton i per experiments per tal de detectar el moviment de la Terra a través de l'èter luminífer (luminiferous aether).

## Biografia
Trouton nasqué a Dublín. Assistí a la Royal School Dungannon i al Trinity College, Dublin el 1884, on estudià enginyeria i física. Quan encara era un estudiant sense graduar, Trouton observà una relació entre el punt d'ebullició i les energies de vaporització. Va trobar que el canvi d'entropia per mol per vaporització a un punt d'ebullició és constant, o expressat matemàticament ΔSm,vap = 10.5 R (on R és la constant del gas ideal). Això va esdevenir la Regla de Trouton (Trouton's Rule) i, malgrat algunes excepcions, es fa servir per estimar l'entalpia de vaporització de líquids amb punts d'ebullició coneguts.
Trouton es va graduar com Master of Arts i Doctor of Science el 1884, immediatament va passar a ser ajudant del professor de física experimental, George FitzGerald. Junts col·laboraren en molts experiments i es feren bons amics.
Va ser escollit un Fellow of the Royal Society el juny de 1897.